# Brkovi (glazbeni sastav)
Brkovi  su hrvatski turbofolk-punk rock sastav iz Zagreba. Udaljene žanrove su duhovito spojili u melodioznu cjelinu. Od turbofolka koriste emotivne stihove spojene sa žestinom punk rocka i težinom heavy metala. Njihove prostodušne tekstove prožima izravan svirački stil.
Albume objavljuju samostalno, bez posredništva diskografske kuće. Smatraju kako im izdavačka kuća za promociju albuma uopće nije potrebna, već sav posao oko cjelokupne organizacije obavljaju sami. Kao razloge navode prisutnost interneta kao i činjenicu da ako bi potpisali ugovor s izdavačkom kućom ne bi mogli nuditi albume za besplatno preuzimanje, što žele raditi. Svi njihovi albumi u potpunosti se mogu preuzeti u mp3 formatu na njihovoj službenoj web stranici (za nisku cijenu se mogu kupiti i u web shopu). Albume tiskaju u standardnom CD obliku koje distribuiraju na nastupima. I po svojim ostalim osobinama Brkovi su pravi punk rock sastav. Umjesto pravih imena predstavljaju se nadimcima, albume nude besplatno, tekstovi pjesama su uvredljivi i seksistički. Ipak, ovaj sastav je uobičajenu društvenu i političku tematiku punka zamijenio ljubavnim tekstovima tipičnima za turbofolk i zabavnu glazbu. 
Sadašnji pjevač Shamso 69 dolazi u sastav 2007. kada je zamijenio prvog pjevača. Shamso 69 je autor i većine tekstova.
Glazbu kakvu sviraju Brkovi i prije su svirali mahom bosanski sastavi kao što su Vatreni poljubac i Nervozni poštar.
Do sada su objavili sedam studijskih albuma te kompilacijski album Brkati gosti na kojem razni sastavi (Atheist Rap, S.A.R.S., Postolar Tripper, Kiša metaka, Motus, ST!llness, Mašinko i dr.) sviraju obrade njihovih pjesama.

## Diskografija
Studijski albumi
- punkfolkwellness (2009.)
- Društvo brkatih mladića (2010.)
- Balkanski Esperanto (2011.)
- Brkati gosti (2013.)
- Pizda materina (2014.)
- Torzo Dade Topića (2016.)
- Hormon sreće (2018.)
- Brkovi su da se vole (2020.)
- Krvava Novčanica (2023.)[4]

Snimka koncerta
- Live in Mocvara/Uzivo u Ksetu (2007.)
- Uživo u Tvornici (2014.)
- Brkovi u Domu sportova (2015.)

## Vanjske poveznice
- Brkovi.com
- - Službeni Youtube kanal grupe